# Arsenie Todiraș
Arsenie Todiraș, znany również jako Arsenium (ur. 22 lipca 1983 w Kiszyniowie) – mołdawski piosenkarz wykonujący muzykę popową, rockową i dance.

## Życiorys
Jest synem inżyniera i lekarki. Ma siostrę Alinę. Studiował w konserwatorium w Kiszyniowie gitarę i fortepian.
W wieku 15 lat zaczął pisać swoje pierwsze piosenki. W tym okresie dołączył do mołdawskiej grupy folkowej o nazwie Stejareii, w której grał na kontrabasie. W wieku 17 lat zaczął pobierać lekcje śpiewu u śpiewaczki operowej Larisy Shulgi. W 2002 został jednym z wokalistów boysbandu O-Zone. Z zespołem wylansował m.in. przebój Dragostea din tei, który przez wiele miesięcy utrzymywał się na szczytach europejskich list przebojów.
W 2005 rozpoczął solową karierę pod pseudonimem Arsenium. W tym samym roku odwiedził Polskę, gdzie promował swój pierwszy solowy singiel – Love Me... Love Me..., który zawierał melodię ludową Kalinka. W 2006, reprezentując Mołdawię z utworem Loca, zajął 20. miejsce w finale 51. Konkursu Piosenki Eurowizji w Atenach. W tym samym roku w parze z aktorką Alioną Munteanu zajął drugie miejsce w finale pierwszej edycji programu rozrywkowego Dansez pentru tine, a także wydał debiutancki solowy album studyjny pt. 33rd Element.
W 2009 wydał, pod pseudonimem Arsenie, singiel „Minimum”, za którego sprzedaż otrzymał platynową płytę. W 2010 zajął pierwsze miejsce na festiwalu Niebo Sodrużestwa w Duszanbe. W 2011 rozpoczął projekt A-Style we współpracy z producentem muzycznym Alexandrem Brashoveanem. W tym samym czasie w duecie z Jeleną Kniaziewą nagrał singiel dostępny w dwóch wersjach językowych – „My Heart” w wersji anglojęzycznej i „Sierdce” w wersji rosyjskiej. W lutym 2014 reprezentował Rumunię na festiwalu Viña del Mar w Chile, gdzie otrzymał nagrodę dla najlepszego artysty międzynarodowego. W 2017 roku reaktywował się jego zespół O-Zone.

## Dyskografia
Albumy studyjne
- The 33rd Element (2006)

Single
- 2005 – „Love Me, Love Me”
- 2006 – „Loca”
- 2007 – „Professional Heartbreakers”
- 2008 – „Wake Up”
- 2008 – „Rumadai”
- 2008 – „Summerboy”
- 2008 – „25”
- 2009 – „Minimum”
- 2010 – „Nu ma mai cautа”
- 2010 – „Isczezni”
- 2010 – „Remember Mе”
- 2010 – „Erase It”/„Budu riadom”
- 2010 – „Bang Bang”
- 2011 – „You Can Be Free”
- 2011 – „My Heart”/„Sierdce”
- 2012 – „I’m Giving Up”
- 2012 – „Happy Birthday”
- 2013 – „Aquamarina”
- 2014 – „Do Rasswieta”/Porque te amo”
- 2015 – „Bella Bella”